# Vol West Wind Aviation 282
Le 13 décembre 2017, le vol West Wind Aviation 282, un vol intérieur régulier assuré par un ATR 42 appartenant à la compagnie aérienne canadienne West Wind Aviation, qui reliait l'aéroport de Fond-du-Lac et l'aéroport de Stony Rapids, au Canada, est entré en collision avec des arbres avant de s'écraser à proximité de la piste, peu après son décollage de Fond-du-Lac. Les 25 passagers et membres d'équipage ont d'abord survécu à l'accident, mais un des passagers est décédé plus tard, des suites de ses blessures, à l'hôpital.
L'enquête sur la cause de l'accident a déterminé qu'il avait été causé par une contamination des ailes de l'avion par du givre, causant la perte de contrôle à basse altitude et le crash de l'avion.

## Avion et équipage
L'appareil impliqué était un ATR 42-320, immatriculé C-GWEA et équipé de deux turbopropulseurs, de type PW121, produits par Pratt & Whitney Canada. Cet avion est entré en service en 1991 chez Aviación del Noroeste (en), et a ensuite été transféré chez quelques autres compagnies aériennes, dont Zambia Airways et Fly540. Il a ensuite rejoint la flotte de West Wind Aviation en 2012 et était âgé de 26 ans au moment de l'accident.
Ce type d'avion a déjà été associé à plusieurs accidents dus à la formation de glace sur l'aile, lors de vol en conditions givrantes. L'accident le plus notable a été celui du vol American Eagle 4184, survenue en octobre 1994. Les experts affirment que des changements dans les procédures de vol et les systèmes de dégivrage de l'avion ont résolu le problème.
L'équipage du vol 282 était composé de deux pilotes, ayant tous deux le grade de commandant de bord. Le commandant de bord était au service de la compagnie aérienne depuis 2010 et totalisait 5 990 heures de vol, dont 1 500 heures sur ATR 42. Le second commandant de bord, agissant comme copilote lors de ce vol, travaillait au sein de West Wind Aviation depuis 2000 et totalisait 15 769 heures de vol, dont 7 930 sur ATR 42.

## Accident

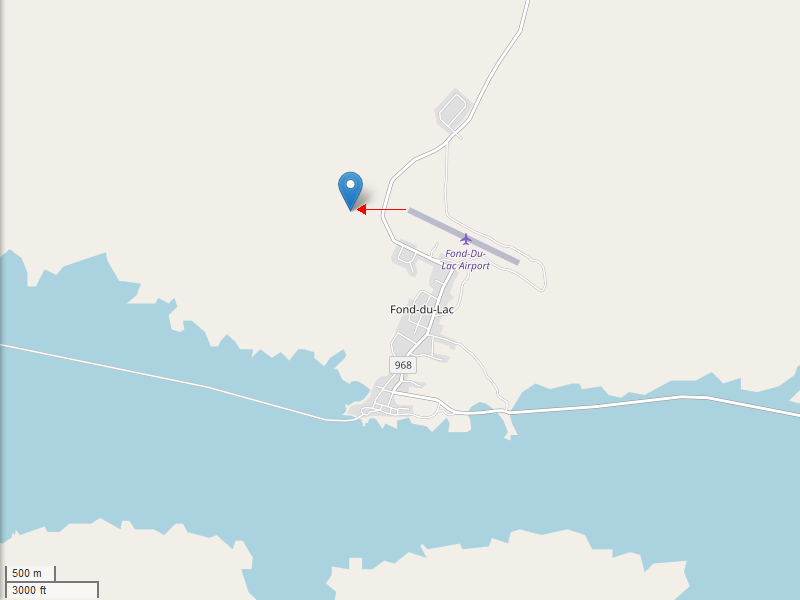
Emplacement du site de l'accident du vol 282.

Le vol 282 est arrivé à l'aéroport de Fond-du-Lac à 17h25, heure locale. Lors de la descente, l'avion a rencontré des conditions givrantes et les systèmes d'antigivrage et de dégivrage se sont activés. Lorsque les systèmes de dégivrage et d'antigivrage ont été désactivés, de la glace résiduelle est restée sur certaines parties de l'avion.
À l'aéroport de Fond-du-Lac, de nouveaux passagers sont montés à bord et du fret a été chargé dans l'avion. La compagnie disposait d'un équipement de dégivrage dans l'aérogare de l'aéroport, composé de deux échelles, d'un vaporisateur à main et d'un récipient de liquide de dégivrage. Cependant, l'avion n'a pas été dégivré avant le décollage, et le décollage a commencé avec une contamination par la glace sur les ailes de l'avion.
L'avion a décollé de la piste 28 à 18h11, à destination de Stony Rapids. À 18h12, peu de temps après le décollage, l'appareil a rapidement perdu de l'altitude et est entré en collision avec la cime des arbres, avant de s'écraser à 2 000 pieds (600 m) à l'ouest de l'extrémité de la piste 28, traçant un sillon de 800 pieds (240 m) à travers les arbres. Les dommages les plus graves se sont produits sur le côté gauche du fuselage, où il s'est rompu près des sièges de la rangée n°3. Il n'y a pas eu d'explosion, ni d'incendie sur le site de l'accident, mais des fuites de carburant ont été découvertes par des résidents à proximité qui se sont précipités pour venir en aide aux survivants.
Les secours ont immédiatement été conduits par les habitants des environs. Certains d’entre eux ont suivi les cris et se sont précipités sur le lieu du crash près de l’aéroport, aidant les gens à sortir de l'épave. Les passagers ont également lutté pour se sortir de l'appareil. Quatre d’entre eux ont essayé pendant une demi-heure et ont réussi à ouvrir l'issue de secours. D’autres passagers ont quitté l’avion et ont guidé les secours vers le site du crash. Les gens présents sur les lieux ont envoyé des messages d'alerte sur Facebook, et en 10 à 20 minutes, d’autres personnes sont arrivées avec des couvertures et du matériel médical. En quelques heures, tous les occupants de l’avion ont été secourus. La Gendarmerie royale du Canada a finalement pris le contrôle du lieu du crash.
Il y avait 25 personnes à bord de l'avion, dont 22 passagers, 2 pilotes et 1 agent de bord. Personne n'a été tué à l'impact, mais six passagers et un membre d'équipage ont été grièvement blessés, dont au moins cinq ont du être transportés à l'hôpital par ambulance aérienne. Les 18 autres occupants de l'avion ont été légèrement blessés. Un passager de 19 ans est décédé le 25 décembre 2017 des suites de ses blessures.

## Enquête
Le Bureau de la sécurité des transports du Canada (BST) a menée l'enquête sur cet accident. Le Bureau d'enquêtes et d'analyses pour la sécurité de l'aviation civile (BEA), ATR (fabricant de l'avion), Pratt & Whitney Canada (fabricant des moteurs) et Transports Canada ont également envoyé des représentants sur place. Les deux enregistreurs de vol ont été récupérés sur le site de l'accident et envoyés au laboratoire d'Ottawa.
Le certificat d'exploitation aérienne de West Wind Aviation a été suspendu le 22 décembre 2017 par Transports Canada, en raison de nombreuses lacunes dans le système de contrôle opérationnel de la société. Elle a été autorisés à voler à nouveau le 8 mai 2018, après que Transports Canada a déclaré que la compagnie aérienne avait répondu aux diverses préoccupations du régulateur concernant les lacunes du système de contrôle opérationnel de la société.
Un an après l'accident, l'enquête préliminaire menée par le BST a suggéré que le givrage aurait largement contribué à cet accident. L'aéroport de départ du vol 282, l'aéroport de Fond-du-Lac, n'était pas équipé d'un équipement adéquat pour le dégivrage des avions au sol. 
Des sondages menés par le BST ont également révélé qu'au moins 40 % des pilotes font rarement ou jamais dégivrer leur avion dans des aéroports éloignés. En raison de ces constatations, une recommandation sur une meilleure procédure de dégivrage dans les aéroports canadiens éloignés a été émise à Transports Canada.